# Habeas corpus
Habeas corpus (latinščina, izg. hábeas kórpus) je v anglosaškem kazenskem pravu common law dekret oziroma odločba oblasti (angleško writ, latinsko breve), ki pooblašča sodnika, da veleva, naj se prijeta oseba privede predenj; prizadeta oseba (ali njen predstavnik) je upravičena, da ta sodnijski odlok zahteva v primeru nezakonitega pridržanja ali odvzema prostosti. Isti besedi habeas corpus označujeta tudi sam sodni postopek ter pravico do izdaje odloka in do izvedbe postopka.

## Etimologija
Izraz habeas corpus dobesedno pomeni imej telo s pomenom predstavi osebo. Vzroki, zaradi katerih je hotel sodnik videti priprto osebo, so bili različni in so bili navedeni v nadaljnjih besedah. Najpogostejši writ je bil habeas corpus ad subiciendum, ki je tudi še edini danes v uporabi. Celotno besedilo izraza je namreč "Ukazujemo, da se nam predstavi oseba, ki je zaprta v naših zaporih pod tvojim varstvom." (Praecipimus tibi quod corpus, in prisona nostra sub custodia tua detentum, habeas coram nobis... ad subiciendum.). Starejša formula je bila "Predstavi telo, da ga sodimo!" (Habeas corpus, ad subiciendum iudicium!), s čimer se je hotel sodnik prepričati, da je priprti sploh še živ, in te besede so ostale kot poimenovanje sodnikove zahteve in postopka samega. Ta postopek je še danes v tem, da sodnik preveri, ali je odvzem prostosti upravičen, tj. v skladu z (vsakokrat veljavnim) zakonom.
Od ostalih podobnih sodnijskih pozivov, imenovanih prav tako habeas corpus (predstavi osebo), so bili najpogostejši naslednji :
- Habeas corpus ad deliberandum et recipias: Predstavi osumljenca v kraju, kjer je bilo kaznivo dejanje storjeno, da odločimo o nadaljnem postopanju (danes ekstradikcija);
- Habeas corpus ad faciendum et recipiendum (imenovano tudi habeas corpus cum causa): Predstavi osumljenca na višje sodišče, da izdamo dokončno sodno odločitev (danes prednost federalnega sodstva ZDA pred organi posameznih držav);
- Habeas corpus ad prosequendum: Predstavi osumljenca, da nadaljujemo (prekinjeni) sodni postopek;
- Habeas corpus ad respondendum: Predstavi priprtega, da se pred višjim sodiščem zagovarja za (drugi) težji prestopek;
- Habeas corpus ad testificandum: Predstavi osebo, da priča o kaznivem dejanju drugega osumljenca;
- Habeas corpus de homine replegiando: Predstavi osebo, ki jo pridržujejo nepooblaščeni organi ali osebe (nekoč fevdalni gospodje, danes zdravstvene ustanove, privatniki, ugrabitelji).

## Zgodovina
V srednjem veku so se začele izoblikovati razne oblike prava. Medtem ko je kontinentalna Evropa slonela na starorimskem in bizantinskem pojmovanju, se je na Angleškem razvil dualizem common law/civil law. Danes imata ti dve veji prava več različnih tolmačenj glede na besedno zvezo, v kateri se uporabljata; v glavnem naj bi civil law pomenil kontinentalno pravo, to je skupek starorimskih, bizantinskih, cerkvenih, fevdalnih, germanskih in napoleonskih zakonov, medtem ko naj bi common law zajemal odloke, ustaljene navade in vladne dekrete v srednjeveški Angliji. Bistvena razlika je v tem, da civil law sestoji iz predpisov zakonodajnih skupščin, common law pa iz odločb posameznega vladarja ali sodnika.
Angleški kralji in njihovi pooblaščenci (sodniki) so izražali svojo voljo in odločitve z dekreti, imenovanimi writ. V ostali Evropi taki ali podobni postopki niso prišli v poštev, predvsem ker sodstvo ni imelo zakonodajne moči, temveč je bilo le veja prava, ki je razsojala o upravičenosti pritožb. Razen tega, tudi sam način vladanja in vladarjeve pristojnosti so se postopoma začeli razlikovati med Anglijo in ostalo Evropo. Zaradi tega so se mnogi dekreti, ki so na Angleškem ostali le writ, v ostali Evropi pojavili kot zakon. Danes je writ enakovreden zakonu le v Združenem kraljestvu, v državah bivšega Commonwealtha in v Združenih državah, drugje po svetu se ne obravnava kot zakon, temveč kot dekret ali odločba, ker obstajajo za isti problem državni zakoni.
Pravica do sodnega postopka in z njim povezanih preiskav je bila na Angleškem nakazana že leta 1215, ko je Ivan Brez dežele izdal Veliko listino svoboščin (latinsko Magna carta libertatum), s katero je priznal avtoriteto zakona nad kraljevo voljo: “Noben svobodnjak ne sme biti aretiran, zaprt… ali kakorkoli oškodovan brez zakonitega sojenja s strani enakopravnih oseb in državnih zakonov.” (Magna Charta, N. 39, linea 40). Ker pa takratni državni zakoni niso predvidevali podrobnih okoliščin priprtja in sojenja, se je pravo opiralo na common law, ki je dovoljeval vsaki veji oblasti, tudi administrativni, priprtje in sodbo posameznika brez navajanja motivacije. Krivca je torej lahko sodilo več lokalnih in fevdalnih oblasti, ki so lahko z njim postopale po svojih ožjih interesih, tudi z zaprtjem in mučenjem. Sicer je bila dobro znana stara pravica, da so prijatelji osumljenca lahko zaprosili kralja, naj ukaže (izda writ) lokalnim oblastem, ki “imajo telo” priprtega, da ga privedejo pred sodnika za uvedbo postopka, vendar je bila ta pravica velikokrat prezrta, posebno za časa vladanja oblastnega Karla I.  Šele leta 1679 je Karel II. Angleški izdal Habeas Corpus Act, s katerim je dokončno uveljavil pravice, ki so se bile v teku stoletij zrahljale. Zato ta writ velja za enega od temeljev angleškega kazenskega prava in ga včasih imenujejo kar Great writ.

### Habeas Corpus Act
Dne 27. maja 1679 je Karel II. Angleški izdal Habeas Corpus Act, s katerim je zahteval, da vsako tožbo obravnava sodnik, torej kraljevi uslužbenec in ne lokalna oblast, in to ob prisotnosti obtoženca in po ugotovitvi pripisane krivde. Ta listina se po pomembnosti uvršča med osnovne dokumente nekodoficirane ustave Združenega kraljestva, kot so npr Magna Carta in  Parliament Acts 1911 and 1949 .
| Uvodni odstavek dekreta | Prevod v slovenščino |
| --- | --- |
| Whereas great Delayes have beene used by Sheriffes Goalers and other Officers to whose Custody any of the Kings Subjects have beene committed for criminall or supposed criminall Matters in makeing Returnes of Writts of Habeas Corpus to them directed by standingh out an Alias and Pluries Habeas Corpus and sometimes more and by other shifts to avoid their yeilding Obedience to such Writts contrary to their Duty and the knowne Lawes of the Land whereby many of the Kings Subjects have beene and hereafter may be long detained in Prison in such Cases where by Law they are baylable to their great charge and vexation... | Ob ugotovitvi velikih zamud, ki so jih povzročili šerifi, ječarji in drugi uslužbenci, ki so jim bili izročeni v varstvo kraljevi podložniki zaradi prekrška ali možnega prekrška, s prikrivanjem sprejema dekretov habeas corpus, ki so jim bili naslovljeni, in to z izkazovanjem drugih imen ali drugih Habeas corpus, ali podobno in z uporabo drugih načinov neupoštevanja teh ukazov, v nasprotju z njihovo dolžnostjo in veljavnimi zakoni, zaradi česar so bili in bi utegnili biti v bodočnosti mnogi kraljevi podložniki zaprti v ječe za daljši čas, z njihovo veliko škodo in trpljenjem, kadar imajo po zakonu pravico do začasne prostosti proti varščini, … |

Habeas corpus je bil dokončno potrjen vsled tako imenovane slavne revolucije (1688-1689), ki je na Angleškem vzpostavila parlamentarno monarhijo, v okviru ustavne listine Bill of Rights. Ta je bila pozneje vzor vsem zakonodajam, ki so sprejele anglosaško pravo, na primer Bill of Rights ameriške ustave.

## Habeas corpuskot pravica
Ker odlok habeas corpus izrecno priznava pravico osumljenca do upravičenega sodnega postopka, se običajno tudi ta pravica sama po njem imenuje. V ožjem pomenu je torej habeas corpus pravica do pravdnega upravičenja aretacije in pripora s strani oblasti, ki ju je izvršila.
V pravu common law, sklic na habeas corpus (uveljavljanje te pravice) predstavlja priziv proti neupravičenemu priporu in velja za eno od osnovnih človekovih pravic. Za tako imenovano kontinentalno pravo, to je za zakonodaje, ki so se razvile v Evropi od poznega srednjega veka dalje, je princip »upravičene aretacije« (velikokrat neprimerno imenovan kar habeas corpus) določen v ustavnih zakonih posameznih držav.
Posebno v Združenih državah se pravica habeas corpus uveljavlja tudi na drugih področjih, na primer pri določanju pravic ločenih staršev, ali pri zahtevi hospitaliziranca, da se dokaže njegova neprištevnost.

### Ukinitev pravice
Habeas corpus je bil v zgodovini večkrat začasno prekinjen, navadno v slučajih, ko bi se postopek zaradi trenutnih izrednih okoliščin izkazal za preveč zamudnega ali kako drugače neustreznega glede na aktualno dogajanje. Tako ga je na Angleškem že leta 1793 preklical William Pitt mlajši skupaj s svobodo tiska in javnih zborovanj, da bi preprečil možnost ljudske vstaje po zgledu francoske revolucije.
V Združenih državah je že v ustavi rečeno, da se pravica habeas corpus ukine v izrednih okoliščinah (dobesedno “in times of national emergency”, za časa vsedržavne krize). Predsednika Združenih držav Abraham Lincoln in Ulysses Grant sta med državljansko vojno ter v nekaterih drugih primerih prekinila habeas corpus. Tudi med drugo svetovno vojno je predsednik Franklin D. Roosevelt začasno ukinil habeas corpus. Po napadih 11. septembra je predsednik George W. Bush  preklical habeas corpus za osumljene terorizma (Military Commissions Act of 2006), kar je vrhovno sodišče razveljavilo šele leta 2008. Na splošno je bil habeas corpus obče prezrt bodisi v prvi in drugi svetovni vojni, kakor tudi v drugih konfliktih dvajsetega stoletja.
V evropskem prostoru se ukinitev pravice habeas corpus vključuje v splošni izraz “ukinitev ustavnih pravic” ali “razglasitev izrednega stanja”, kar oboje pomeni, da so nekatere osebne pravice omejene v korist širše skupnosti. Ker so človekove pravice pravo, ki omejuje državo pri upravljanju z državljani, delujejo izključno v času miru in normalnih razmer. Ob izrednem stanju ima država pravico, da izda posebna pooblastila vojski, policiji, sodstvu ali drugim oblastem. Sem spadajo ukrepi raznih oblasti, ki ukinitev človekovih pravic uporabljajo v spopadih z organiziranim kriminalom in terorističnimi skrajneži.
Za današnje razumevanje je osebna prisotnost obtoženca in poznanje njegovega stališča, ki ju je  zahteval originalni habeas corpus, že privzet pojem. Prav tako se zdi včasih nepotrebno posebej poudarjati te človekove pravice, ker so same po sebi umevne. Zato moderne debate okoli »upravičene aretacije« zadevajo predvsem primere, ko je osumljenec predolgo zadržan v pričakovanju sodnega postopka. V teh primerih je bistveno vprašanje, ali je ukinitev pravice opravičljiva z izrednimi okoliščinami, kot so na primer teroristični napadi, čigar preiskava zahteva dolgotrajno poizvedovanje in obstaja upravičen sum, da bi osumljenec na svobodi zavajal na napačne podatke. Ker je problem aktualen, ni enotnega pogleda na možne situacije in so stališča oblasti in teorikov zelo različna.

## V zakonodaji nekaterih držav
Ker je habeas corpus predvsem ukaz, da se preveri identiteta osumljenca in ugotovi upravičenost oblasti do njegovega pripora, mora obstajati predpogoj »upravičene aretacije«, to je zakonski predpis o pravici oblasti do postopka. Kakor se common law opira na Magno Carto, tako se za tovrstne pravice razne države sklicujejo na svoje ustavne zakone, zato predvidene dolžnosti sodstva in pravice osumljenca niso povsod enake, vendar je njihov osnovni pomen bistveno isti.

### Zgodovinske države
V zgodovinskem pogledu se prvotna priznanja osumljenčevih pravic sklicujejo na nepisane zakone in običaje ali na ustno izročilo. Stari Baski so leta 1451 izdali fuero , ki je kodificiral običaj iz desetega stoletja, po katerem je moral biti osumljenec najprej zaslišan »pod hrastom«, to je pred najvišjimi predstavniki oblasti, šele nato zaprt ali kaznovan.  Tudi Aragonska krona je že v prvem obdobju svojega obstoja (zgodnje 12. stoletje) uveljavila princip človekovih pravic  z ustanovitvijo posebnega organa, Justicia de Aragon, ki je jamčil za pravično ravnanje z osumljenci, in z dekretom manifestación de personas (dobesedno prikaz oseb); slednji je bil vključen v zakon o prepovedi suženjstva in mučenja, ki ga je leta 1325 izdal Jakob II. Aragonski. Litovsko-poljski kralj Vladislav Jagielo je v letih 1425 in 1430 odobril dva privilegija, imenovana neminem captivabimus nisi jure victum (= nikogar ne bomo zaprli brez sojenja), ki sta bila sicer sprva namenjena samo plemičem, a sta ščitila velik del prebivalstva, saj so se svobodnjaki prištevali med plemstvo.

#### Rimsko-nizozemsko pravo
S širjejem rimskega imperija po Evropi se je tudi rimsko pravo spreminjalo v obrobnih deželah, kjer so veljale drugačne zakonodaje. Pravila starogermanskega prava , ki so bila vključena v 9. stoletju, so rimsko pravo izpopolnjevala prav iz vidika osebnih svoboščin. Pozneje so na vse srednje-evropsko pravo veliko vplivale fevdalne navade in vrsta zapovedi, ki so jih izdajali fevdalni gospodje, vendar je večina teh zakonov zapadla z zatonom fevdalizma. Veliko večji vpliv na razvoj rimskega prava je imelo kanonsko pravo, ki je narekovalo spremembe obstoječih pravil v skladu z odločitvami cerkvenih koncilov. V enajstem stoletju, ko so na bolonjski univerzi začeli preučevati Justinijanov zakonik, se je začelo uporabljati bizantinsko pravo, sprva samo v slučajih, ko rimsko pravo ni bilo zadostno. S časom so se bizantinska pravila popolnoma vključila v obstoječe starorimske zakone, kar je postalo podlaga za splošno zakonodajo vsega Svetega rimskega cesarstva in poznejšega vseevropskega pojmovanja prava. Ta razvoj seveda ni bil nenaden; v Italiji se je odvijal od 13. stoletja dalje, v severnih deželah v 15. stoletju; Francozi so še v 16. stoletju imeli svoje stališče do pravnih problemov. Najpozneje se je vključilo v rimsko-bizantinsko zakonodajo nizozemsko pravo. V 17. in 18. stoletju so Nizozemci skušali uskladiti svoje pravne teorije z rimsko-bizantinskimi in tako nastalo rimsko-nizozemsko pravo se je naglo razširilo v kolonijah izven Evrope (Nizozemska vzhodna Indija, Kapska kolonija). Ta pravni sistem je na Nizozemskem bil ukinjen leta 1809, ko je bil sprejet francoski Code civil. V kolonijah, ki so prešle pod Angleže, je bilo rimsko-nizozemsko pravo ohranjeno in se je postopoma uskladilo z angleško zakonodajo.
V Južni Afriki in drugih državah, čigar pravni sistemi temeljijo na rimsko-nizozemskem pravu, je interdictum de homine libero exhibendo enakovreden aktu habeas corpus. V Južni Afriki se nahaja v Listini o pravicah, kjer je v členu 35.2.d izrecno navedeno, da ima vsaka pridržana oseba pravico do sodne utemeljitve pridržanja in pravico do izpusta, če je pridržanje nezakonito.

### Združeno kraljestvo

#### Irska
V Republiki Irski (od 1937. dalje) se je writ habeas corpu ohranil kot del zakonodaje Irske svobodne države (1922-1937), v skladu z dekreti common law iz let 1782 in 1816. Poleg tega, ustava v 40. členu  zagotavlja, da "noben državljan ne sme biti prikrajšan za osebno prostost, razen v skladu z zakonom", in opisuje sodni postopek za preučitev zakonitosti pridržanja osumljene osebe. Latinskega izraza habeas corpus ne omenja, vključuje pa angleško besedno zvezo predstavi telo.
Člen 40.4.2 določa, da se lahko zapornik ali kdor koli v njegovem imenu pritoži na višje sodišče (ali na kateregakoli od sodnikov višjega sodišča) zaradi nezakonitega pridržanja. Sodišče mora nato zadevo nemudoma preiskati in lahko odredi, da se privede zapornika pred sodišče in navede razloge za pripor. Zapornik mora biti takoj izpuščen, razen če je bilo dokazano, da je zakonito pridržan. Pritožba na višje sodišče je na voljo tudi osebam, ki jih nezakonito pridrži katera koli zasebna stranka. Vendar ustava določa, da postopek med vojnim stanjem ali oboroženim uporom za obrambne sile ni zavezujoč.
Leta 1941 je bil ta postopek delno omejen: priziv je dovoljen samo na enega sodnika, ki po izdaji writa preda zadevo predsedniku višjega sodišča, in ta izbere sodnika ali kolegij treh sodnikov, ki bodo odločali o zadevi. Če bo sodišče ugotovilo, da je pridržanje zapornika nezakonito zaradi protiustavnosti zakona, mora sodnik zadevo predložiti vrhovnemu sodišču, do izglasitve odločbe vrhovnega sodišča pa je lahko zapornik izpuščen samo proti varščini.
Pravica države, da pridrži osebe pred sojenjem, je bila razširjena s šestnajstim amandmajem leta 1996. Leta 1965 je namreč vrhovno sodišče ob upoštevanju ustave razsodilo, naj se posamezniku, obdolženemu kaznivega dejanja, zavrne izpust proti varščini, kadar obstaja možnost pobega ali ponarejevanja prič in dokazov. V skladu s tem amandmajem sodišče lahko preiskuje, ali je oseba v preteklosti storila huda kazniva dejanja, medtem ko je bila na svobodi proti varščini.

#### Škotska
Kraljevina Škotska je leta 1701 sprejela "zakon o preprečevanju nezakonitega odvzema prostosti in proti neupravičenim zamudam v sojenju". Po vključitvi v Kraljevino Veliko Britanijo (1707) je škotska zakonodaja ostala ločena od zakonodaje Anglije, Walesa in Irske kraljevine (pozneje Severne Irske) in sloni na dveh principih, enacted law in common law. Enacted law so državni zakoni, ki so bili sprejeti v teku stoletij na podlagi rimskega prava, kanonskega prava, škotskega prava izpred leta 1707, odločbe britanskega parlamenta, odločbe škotskega parlamenta po letu 1999, pravo Evropske skupnosti. Common law upošteva škotsko pravno tradicijo in posamezne sodnijske odločbe. Omenjeni zakon iz leta 1701 je torej še vedno v veljavi, čeprav so bili v teku časa nekateri deli razveljavljeni. Dopolnjujejo ga modernejši evropski zakoni.

### Države bivšega Britanskega imperija

#### Avstralija
Uporaba postopka habeas corpus je del avstralske dediščine angleškega prava. Leta 2005 je avstralski parlament uzakonil obstoječe pravne navade  z izdajo zakona o boju proti terorizmu, ki je delno omejeval habeas corpus. Zaradi tega so nekateri pravni strokovnjaki dvomili o ustavnosti zakona , vendar je bil zakon dokončno potrjen. Po zaostritvi terorističnih napadov so bili namreč upravičeni vsi izredni državni posegi v osebne svoboščine.

#### Kanada
Kanada je podedovala britansko pravno tradicijo common law in so pravice, ki izhajajo iz dekreta Habeas corpus, zapisane v oddelku 10.c Listine o pravicah in svoboščinah. Ta dokument določa, da ima osumljenec pravico habeas corpus in mora biti izpuščen, če pridržanje ni zakonito. Zadevni postopek je nedavno določilo vrhovno sodišče Kanade  na naslednji način: "Prošnja za habeas corpus mora izpolnjevati naslednja merila. Najprej mora prosilec [Oseba, ki išče revizijo habeas corpus] dokazati, da je bil prikrajšan za prostost. Ko je odvzem prostosti dokazan, mora prosilec postaviti legitimen razlog za dvom o njegovi zakonitosti. Če je prosilec navedel tak razlog, se odgovornost preloži na tožene organe [Osebo ali institucijo, ki osumljenca pridržuje], da dokaže, da je bil odvzem prostosti zakonit."
Po Kazenskem zakoniku postopek ni na voljo, če obstaja zakonska pravica do pritožbe, ne glede na to, ali je bila ta pravica uveljavljena ali ne. V poštev pride le, kadar ni drugega ustreznega pravnega sredstva. Vendar pa ima nadrejeno sodišče vedno diskrecijsko pravico, da odobri ali zavrne peticijo.

#### Indija
Indijsko sodstvo se je večkrat sklicalo na habeas corpus, da bi zagotovilo izpustitev osebe iz nezakonitega pridržanja. Poziv je bil največkrat naslovljen na policijske organe, ki naj bi zahtevali od privatnika, da predstavi osebo, ki jo ima v priporu. V teh primerih je originalni odlok habeas corpus prevladal nad pozneje nastalim locus standi (upravičenost postopka), ki dovoljuje samo prizadeti osebi, da se obrne na oblasti. Recentno je bila zahteva habeas corpus naslovljena na policijske organe, ki naj bi neupravičeno pridrževali politične in socialne aktiviste 

#### Pakistan
199. člen ustave Islamske republike Pakistan iz leta 1973 izrecno pooblašča sodnike, da izdajajo habeas corpus: "Če višje sodišče ugotovi, da zakon ne predvideva nobenega drugega ustreznega pravnega sredstva, lahko na podlagi zahteve kogarkoli odredi, naj se oseba, ki je v priporu v mejah okrožja, predstavi sodišču, tako da se lahko prepriča, da ni v priporu brez zakonitega pooblastila ali na nezakonit način ". Poudarek je na priporu “v mejah okrožja”, s čimer se omejuje oblast lokalnih oblasti na krajevno pristojnost. Vrhovno sodišče Pakistana je tudi jasno navedlo, da uporaba besed "na nezakonit način" pomeni, da lahko sodišče v primeru pripora preuči, ali gre za zlorabo oblasti.

#### Malezija
Pravico habeas corpus v Maleziji jamči zvezna ustava iz leta 1957. 5. člen malezijske ustave namreč določa, da “ne sme biti nihče prikrajšan za življenje ali svobodo razen v skladu z zakonom”. Prav tako "v slučaju pritožbe višjemu sodišče ali kateremu koli njegovemu sodniku, da je osumljenec nezakonito pridržan, sodišče preuči priziv in kadar ni prepričano, da je pridržanje zakonito, odredi, da se mu oseba predstavi". Izrecno je tudi določeno, da “osumljenec ne sme biti zadržan preko 24 ur brez dovoljenja sodnih oblasti”.
Obstaja več zakonov, na primer Zakon o notranji varnosti iz leta 1960, ki še vedno dovoljujejo pridržanje brez sojenja; podobni so raznim “izjemam”, ki jih druge države predvidevajo pri uveljavljanju pravice habeas corpus. Kadar pride do konflikta med ustavno določenimi svoboščinami in temi zakoni, je za izpust osumljenca potrebno dokazati, da je pri določanju pripora prišlo do postopkovne napake.

#### Nova Zelandija
Na Novi Zelandiji je New Zealand Bill of Rights Act 1990 del nekodificirane ustave in določa osnovne svoboščine državljanov. Namenjen je predvsem utemeljitvi pravic posameznika v odnosu do vseh treh vej oblasti (zakonodajne, sodne in izvršne) in njihovih legalnih predstavnikov.
Člena 21 in 22 zagotavljata pravico habeas corpus (utemeljitev priprtja in izpust v primeru nezakonitega pridrževanja). V nadaljevanju listina priznava številne povezane pravice, med drugim pravico do čimprejšnjega sodnega postopka (trial without undue delay) in do predpostavke nedolžnosti do nasprotnega dokaza (presumed innocent until proved guilty).
New Zealand Bill of Rights Act 1990 velja kot splošna deklaracija človeških pravic in se pogosto uporablja kot baza za uveljavljanje različnih svoboščin.

### Združene države Amerike
Združene države Amerike so podedovale pravni sistem common law, vključno s pravico habeas corpus, od Angležev. Razlika je bila le v načinu izdaje writa, saj se je v Angliji izdajal v imenu monarha, medtem ko je v republikanski zakonodaji prešla pravica na ljudstvo, se pravi da je katerakoli oseba v imenu ljudstva pridobila pooblastilo za zahtevanje sodnijskega dekreta. Danes se izraz habeas corpus uporablja le za pravico do poštenega sojenja in za sodni postopek ugotavljanja te pravice. Je civilni postopek ex parte, se pravi, da ga sodnik lahko izda brez predhodne sodne razprave ali pristanka drugih oblasti. Običajno se upošteva pri prizivih na višje sodišče, ko se sodišče pozanima o legitimnosti zaporniškega pridržanja, oziroma hoče ugotoviti, ali je obtožencu kazen potekla. Kot pravica do poštenega sojenja se postopek uporablja za izpodbijanje raznih vrst pripora, predvsem v preiskavah, ali je bilo sodišče, ki je obdolžencu izreklo kazen, pristojno, ali tudi pri ugotavljanju upravičenosti pridržanja pred postopkom sojenja. Pride v poštev tudi pri pridržanju s strani urada Združenih držav za priseljevanje in carinsko izvrševanje v skladu s postopkom izgona. V teh in podobnih primerih ne gre za “predstavljanje osebe” sodišču, temveč za “ugotavljanje krivde”, torej habeas corpus ni samo zahteva po osebni prisotnosti obtoženca, temveč predvsem zahteva po upravičenju postopka in pravica do zagovora osumljenca pred višjo oblastjo.
Ameriška ustava izrecno omenja postopek habeas corpus že v  prvem členu (sec 9-2), kjer piše, da "privilegij akta habeas corpus ne bo začasno odvzet, razen v primerih upora ali invazije ali če to zahteva javna varnost". Dobesedni pomen tega stavka je, da je pravica do zahteve poštenega sodnega postopka “privilegij”, ki ga lahko najvišje oblasti ukinejo ali prekličejo po svoji uvidevnosti. Vendar aktualne razlage predstavijo izrek v drugačni luči: upoštevati je namreč treba, da utegne priti do konfliktov med raznimi stopnjami sodne oblasti, zato naj bi omenjeni člen ustave samo odrekal višji oblasti (Kongresu oziroma federalnemu sodišču) pravico do preklica odločitev sodišč posameznih držav. Dejansko je interpretacija tega člena ustave še vedno prepuščena sodnikom. Pravica do izdaje writa in upravičenost zadevnega postopka še vedno niha med zgodovinskim pomenom in usklajevanjem z modernimi principi.

#### Filipini
Večletna ameriška prisotnost na Filipinih je zapustila opazne posledice tudi na pravnem področju. V Listini o pravicah filipinske ustave je habeas corpus zagotovljen s skoraj enakim izrekom, kot v ameriški ustavi. 3. člen, 15 odstavek filipinske ustave določa, da "privilegij akta habeas corpus ne bo začasno odvzet, razen v primerih invazije ali upora, ali kadar to zahteva javna varnost." Tudi na Filipinih je bila pravica habeas corpus večkrat začasno ukinjena zaradi uvedbe izrednega stanja, na primer maja 2017, ko je bilo proglašeno vojno stanje na otoku Mindanao vsled terorističnih napadov.

### Evropske države

#### Francija
Pravica do upravičenega priprtja in sojenja je bila v Franciji izražena že leta 1789 v Deklaraciji o človekovih in državljanskih pravicah, ki jo je Lafayette pripravil v sodelovanju s Thomasom Jeffersonom, in potrjena  v ustavi iz leta 1791. Revizija ustave (1793) je razne pravice ukinila, vendar sta jih naslednja izdaja (1795) in predvsem Kazenski kodeks (1795) ponovno uvedla.
Splošna deklaracija človekovih pravíc, ki jo je sprejela generalna skupščina Združenih narodov leta 1948, sloni na delu francoskega nobelovca za mir Cassina, ki je tudi sodeloval pri pripravi Evropske konvencije o varstvu človekovih pravic.

#### Nemčija
Prvi dve obliki nemške ustave (Bismarck 1867 in 1871) nista predvidevali zakonov o človekovih pravicah, ker sta bili izključno političnega značaja, zato je veljalo civilno pravo posameznih držav, ki so sestavljale Nemško cesarstvo. Leta 1873 je z odobritvijo zakona Miquel-Lasker država prevzela tudi civilno pravo in ustava je bila primerno izpopolnjena. Po dveh letih je izšel prvi civilni zakonik, Bürgerliches Gesetzbuch (kratko BGB), ki je stopil v veljavo z letom 1900 in je še danes v rabi. 
Po drugi svetovni vojni in delitvi Nemčije na vzhodni in zahodni del, sta leta 1949 obe novonastali državi izdali moderno ustavo. Ustava Demokratske republike Nemčije, ki je bila sestavljena na podlagi prvotne Weimarske ustave, je bila večkrat izpopolnjena, dokler se ni po ponovnem združenju obeh Nemčij vključila v pravo Zvezne republike. Zahodna Nemčija, ki ni hotela uporabljati izraza ustava pred predvidenim zedinjenem, je izdala Temeljni zakon Zvezne republike Nemčije.
Temeljni zakon Zvezne republike Nemčije, to je ustava današnje Nemčije, potanko obravnava osebne svoboščine v členu 104: (I) osebna svoboda je lahko omejena samo z zakonom in na način, ki ga zakon predvideva; ni dovoljena moralna ali fizična prisila priprtega; (II) samo sodišče lahko odredi pripor in njegovo trajanje; vsak pripor, ki ni bil sodno utemeljen, je podvržen preiskavi; policijske oblasti ne smejo samohotno pridržati osumljenca v priporu več kot do konca dneva po aretaciji; (III) osumljenec mora biti predstavljen v teku dneva po aretaciji sodniku, ki mora pojasniti vzroke aretacije, poslušati osumljenčevo stališče in ugovore ter takoj odrediti izpust ali aretacijo; (IV) če sodnikova odločitev predvideva aretacijo, mora biti o tem takoj obveščen sorodnik ali zaupnik aretiranca.

#### Italija
Na italijanskih tleh je pravico do zakonitega pridržanja osumljenca prvič uredila ustava Kraljevine Sicilije iz leta 1812, nato Albertinski statut Kraljevine Italije iz leta 1848. Slednji je bil med fašizmom prezrt oziroma de facto ukinjen, a je bil leta 1948 vključen v italijansko republiško ustavo. O odnosih sodišča do osumljenca je govora v 13., 24. in 25. členu.
13. člen ustave določa: "Osebna svoboda je nedotakljiva. Ni dovoljeno nikako pridržanje, poizvedovanje ali osebna preiskava niti katerakoli druga omejitev osebne svobode, razen po sodni odredbi in samo v primerih in na način, ki ga določa zakon. V izjemnih slučajih potrebe in nujnosti, ki jih izrecno določa zakon, lahko policija sprejme začasne ukrepe, ki morajo biti v 48 urah dani v vednost sodstvu; če sodstvo v naslednjih 48 urah ne potrdi teh ukrepov, se razveljavijo in štejejo za nične. Vsako dejanje fizičnega in moralnega nasilja nad osebo, ki ji je omejena osebna svoboda, se kaznuje. Zakon določa najdaljše trajanje preventivnega pridržanja."
Skladno z ustavo je zadevni postopek obravnavan v Kazenskem kodeksu v členu 391. Omejitve gornjih določb so bile uvedene v tako imenovanih svinčenih letih z izdajo posebnih zakonov proti terorizmu. 
Leta 1982 je bil ustanovljen poseben oddelek sodišča druge stopnje (tribunala), imenovan Sodišče za ponovni pregled (Tribunale del Riesame, včasih neustrezno Tribunale della Libertà), ki na prošnjo osumljenca odloča o upravičenosti omejitve osebne svobode, ki jo je odredil prvotni sodnik. Prošnja mora biti vložena v desetih dneh po aretaciji in sodišče se mora izreči v teku nadaljnjih deset dni.

#### Portugalska
Na Portugalskem člen 31 ustave državljane ščiti pred neupravičeno aretacijo, zapor ali pripor.
Celotno besedilo 31. člena je naslednje:
1.	Habeas corpus je na voljo za preprečevanje zlorabe oblasti pri nezakoniti aretaciji, zaporu ali priporu. Zahtevo za postopek je treba vložiti pri pristojnem sodišču.
2.	Zahtevo za izdajo habeas corpusa lahko vloži aretirana, zaprta ali pridržana oseba, ali katerakoli oseba z državljanskimi pravicami.
3.	V roku osmih dni od vloge za habeas corpus sodnik odloči o upravičenosti zahteve na kontradiktorni obravnavi.
Obstajajo tudi zakonske določbe, zlasti zakonik o kazenskem postopku, člena 220 in 222, ki določajo razloge, zaradi katerih lahko sodnik zahteva habeas corpus.

#### Španija
Zgodovina ozemlja, ki ga danes pokriva Španija, opisuje več primerov arhaičnih zakonodaj, ki so priznavale in spoštovale osnovne človeške pravice, tako na primer že omenjeni baskovska "sodba pod hrastom" in aragonska manifestación de personas. Dolgoletna tradicija je danes izražena v moderni španski ustavi iz leta 1987, ki že v členu 10 jamči osnovne človeške pravice "v skladu z deklaracijo Združenih narodov". Bolj specifično, člen 17 izjavlja: (1) Vsakdo ima pravico do svobode in varnosti; nihče mu ne sme te pravice kršiti, če ni predvideno po zakonu; (2) preventivni pripor ne sme trajati več kot je potrebno za ugotovitev dejstev; vsekakor mora biti osumljenec predstavljen sodišču v največ 72 urah; (3) osumljenec mora biti jasno obveščen o vzroku pripora in ne sme biti prisiljen do priznanja krivde; ima pravico do osebnega odvetnika v občevanju s policijo in sodiščem; (4) v skladu z zakonom je predviden postopek habeas corpus in določitev trajanja preventivnega pripora.

### Pristop Evropske skupnosti
Evropska skupnost se izrecno sklicuje na dva ugledna precedensa. Časovno prvi je Splošna deklaracija človekovih pravic, ki jo je sprejela generalna skupščina Združenih narodov na svojem zasedanju 10. decembra 1948. Načelo je bilo potrjeno s protokolom generalne skupščine Združenih narodov iz leta 1966. 10. člen Splošne deklaracije o človekovih pravicah namreč določa, da »je vsakdo - pri odločanju o njegovih pravicah in dolžnostih in v primeru kakršnekoli kazenske obtožbe zoper njega - upravičen ob polni enakosti do pravične in javne obravnave pred neodvisnim in nepristranskim sodiščem«.
5. člen Evropske konvencije o človekovih pravicah podrobno določa: »Ob odvzemu prostosti je treba vsakogar takoj poučiti v jeziku, ki ga razume, o vzrokih za odvzem prostosti in česa ga dolžijo. Vsakogar, ki mu je bila odvzeta prostost v skladu z določbami 1. odstavka tega člena, je treba takoj privesti pred sodnika ali drugo uradno osebo, ki na podlagi zakona izvršuje sodno oblast; vsakdo ima pravico, da mu sodijo v razumen roku ali ga izpustijo.« 